# Splendor in the Ass
Splendor in the Ass ist ein amerikanischer Pornofilm des Regisseurs Gerard Damiano aus dem Jahr 1989. Der Film wurde bei den AVN Awards 1990 als „Best Anal-Themed Feature“ ausgezeichnet.
Er wird als Pornofilm bzw. Hardcore-Film aus den 1980er Jahren bezeichnet, der dem Porno Chic zuzuordnen ist und der Analverkehr sowie Facial-Szenen zeigt.

## Handlung
Der Film beginnt mit einer Szene, in der Butler Dudley in der Küche das Frühstück für Lord Ashley vorbereitet. Dieser lässt sich gerade vom Dienstmädchen Kitty verwöhnen und Dudley unterstützt ihn dabei.
Kurz darauf muss er sich Lady Penelope widmen und ihr zu Diensten sein. Das noble Ehepaar sorgt sich beim gemeinsamen Frühstück um ihren Sohn Westley, der noch immer Jungfrau ist und sie fragen sich, ob er homosexuell oder impotent ist und wie sie ihn auf den rechten Weg bringen können.
Die lustvollen Dienste von Hortense Harlot räumen die Frage nach seiner Manneskraft zweifellos aus und lösen das Problem somit rasch.
Westley träumt von einer sexuellen Begegnung mit dem Mädchen seiner Träume gemeinsam mit Hortense Harlott. Doch erst Precious, die Westley gerne heiraten würde, lässt seine geheime sexuelle Fantasie wahr werden.

## Auszeichnungen
- 1990: AVN Award: „Best Anal-Themed Feature“ – Splendor in the Ass[1]

## Wissenswertes
- Der Film belegt Platz 196 auf der Liste der „List for the 500 Greatest Adult films of All Time“[2] von AVN
- Obwohl der Titel des Films von Elia Kazans Splendor in the Grass inspiriert wurde gibt es inhaltlich keine Ähnlichkeiten.
- Trotz des Titels und der Kategorie des gewonnenen AVN Awards zeigt der Titel nur eine einzige Analszene.